# ジョー・モンタナ
ジョセフ・クリフォード・モンタナ・ジュニア（Joseph Clifford Montana Jr.、1956年6月11日 - ）は、アメリカ合衆国・ペンシルベニア州ニューイーグル出身のアメリカンフットボール選手。NFLのサンフランシスコ・フォーティナイナーズ、カンザスシティ・チーフスでプレーした。ポジションはクォーターバック（QB）。
1980年代に4回スーパーボウルに優勝、3回スーパーボウルMVPに選ばれている。「ジョー・クール」と呼ばれた。2000年、プロフットボール殿堂入りしている。サンフランシスコ・49ersでの背番号16は永久欠番となっている。
史上最高のQBと称されることが多いが、これはスーパーボウル4戦全勝（MVP3回）という実績に加え、「モンタナマジック」と呼ばれる華麗な逆転勝利を数多く成功させたことによる。特に1989年の第23回スーパーボウルでのザ・ドライブと称される逆転劇は、スーパーボウル史上の伝説として語られている。

## 経歴

### 大学入学まで
ペンシルベニア州西部のニューイーグルに一人っ子として生まれた。炭鉱の町でピッツバーグから南に40km、同州モノンガヒーラで育った。母方の祖父母はそれぞれイタリア系アメリカ人であった。
8歳の時からアメリカンフットボールを始めた彼は野球やバスケットボールにも興味を持ち、高校ではアメリカンフットボール、野球、バスケットボールを行った。バスケットボールでは州のオールチームに選ばれた。ノースカロライナ州立大学からバスケットボールでの奨学金のオファーも受けた。アメリカンフットボールでは当初控え選手であったが、その後先発QBに昇格し、最終学年のときにはパレード誌よりオールアメリカンに選ばれた。ノートルダム大学から奨学金のオファーを受けた彼は同大学への進学を決めた。彼が進学を決めた理由の1つには、彼の少年時代のアイドル、テリー・ハンラティの出身校であるということもあった。彼の卒業から32年後の2006年、高校はフットボールスタジアムをジョー・モンタナ・スタジアムと改名した。

### ノートルダム大学
彼が入学した前年の1973年、アラ・パルセギアンヘッドコーチに率いられたチームは全米チャンピオンとなっていた。1974年に入学した彼はチームの方針から練習生扱いとされ、フレッシュマンの試合に出場したのみであった。同年12月15日、パルセギアンが健康上の理由で辞任、ダン・ディバインが後任となった。1975年、彼は先発QBとしての地位は確立していなかったがノースウェスタン大学戦で31-7と勝利、ノースカロライナ大学戦で残り5分11秒、6-14でリードされていたが、21-14とチームを逆転勝利に導いた。空軍士官学校戦では10-30とリードされた第4Qから出場し、31-30と逆転勝利した。
1976年シーズン開幕前に肩を脱臼した彼はシーズンを棒に振った。1977年、当初第3QBだった彼は3試合目のパデュー大学戦で残り11分、14-24とリードされたところで途中出場、154ヤードを投げて1TDパスを決めるなど、31-24と逆転勝利した。翌週から先発QBに昇格した彼は残り9試合を全勝、コットンボウルでランキング1位のテキサス大学を38-10で破り、チームは11勝1敗で全米チャンピオンとなった。1978年のUSC戦では前半を6-24で折り返したが第4Qに25-24と逆転に成功、最後は相手FGが決まり25-27と敗れた。1979年1月1日にヒューストン大学との間で行われたコットンボウルで、彼は寒波のため低体温症で苦しんでいた。ハーフタイムには点滴を受けたり、ブイヨンのスープを飲んで体を温めた。第4Q残り7分37秒にフィールドに復帰した彼は12-34から23点を取り35-34とチームを逆転に導いた。

### サンフランシスコ・49ers
彼がNFLに指名される当時はNFLスカウティングコンバインはなかった（1982年よりスタート）。ドラフト候補選手たちは1から9にランクされており（1が最低、9が最高評価）、彼は全体評価で6.5、肩の強さで6と評価されていた。その年最も高い評価を受けていたQBはワシントン州立大学のジャック・トンプソンであった。
1979年、NFLドラフト3巡目（全体の82番目）で49ersより指名された。QBとしては1巡で指名されたトンプソン、フィル・シムズ、スティーブ・フラーの3人に続く4番目の指名であった。ドラフト指名が3巡目となったのは、肩も弱くサイズもなかったため、有能なクォータバックとしては認知されていたものの、中々指名されるまでには至らなかった。しかし当時のヘッドコーチ、ビル・ウォルシュは、自身が用いた、短いパスを正確につないで確実に得点を挙げていくという戦術「ウェストコーストオフェンス」にマッチする、「俊敏でパスが正確」というクイックデリバリー能力のあるクォーターバックを欲している時に、モンタナが3巡目指名になっても残っていた事に着目、即指名を決めたというエピソードがある。初年度はスティーブ・ディバーグの控えで23回のパス試投に留まった。
翌1980年シーズン終盤から、チームのエースQBとなった。12月7日に地元キャンドルスティック・パークで行われたニューオーリンズ・セインツ戦は、ハーフタイムに7-35とリードされており、第4Q開始時点でも21-35とセインツがリードしていた。しかしこの試合はオーバータイムに持ち込まれ、最後はキッカーのレイ・ワーシングがフィールドゴールを決めて49ersが逆転勝利した。この試合はモンタナがキャリア16年で31回（49ers時代には26回）達成する、第4Qからの逆転勝利した最初の試合となった。この年のチームは6勝10敗、モンタナは1,795ヤードを投げてタッチダウン15回、インターセプトは9回であった。またパス成功率64.5%はリーグトップの数字だった。
1981年、チームは13勝3敗の成績をあげた。この年モンタナはプロボウルに初めて選ばれた。また第4Qに2度の逆転勝利を演じた。1982年1月10日にキャンドルスティック・パークで行われたダラス・カウボーイズとのNFCチャンピオンシップゲームは残り4分54秒でカウボーイズがTDをあげて21-27とリードした。ナイナーズは自陣11ヤードからの攻撃を開始、敵陣6ヤードまで前進した残り58秒、第3ダウン残り3ヤードから、モンタナは右に走りながらドワイト・クラークへ浮かしたパスを投げ、これが決勝TDパスとなりナイナーズが28-27と逆転勝利した。このプレーは「ザ・キャッチ」として知られている、このプレー終了後カウボーイズには残り51秒の時間が残されていたが、試合はそのまま28-27で終わり、ナイナーズが初のスーパーボウル出場を決めた。第16回スーパーボウルでは、自陣32ヤードからの最初の攻撃でダブルリバースからのフリーフリッカーで、TEチャールズ・ヤングへの14ヤードのパス、フレディ・ソロモンへの14ヤードのパスなどで前進、最後は自らのQBスニークで7-0と先制したその後自陣8ヤードからの攻撃では、フレディ・ソロモンへの20ヤードのパス、ドワイト・クラークへの12ヤードのパスなどで前進、プレイアクションからのアール・クーパーへの11ヤードのTDパスで14-0とリードを広げた。92ヤードのタッチダウンドライブはスーパーボウル記録となった。この試合でモンタナは、パス22回中14回成功、157ヤード、1TDパス、ランでも1TDをあげて26-21でシンシナティ・ベンガルズに勝利、MVPに選ばれた。カレッジフットボールで全米チャンピオンとなり、かつスーパーボウルを制覇したQBは他にジョー・ネイマスしかいない。
1982年、ストライキで9試合に短縮されたシーズン、彼は2,613ヤードを投げて17TD、当時のNFL記録となる5試合連続で300ヤード以上を投げたが、チームは3勝6敗でプレーオフ出場を逃した。
1983年には3,910ヤードを投げて26TD、プロボウルに選ばれた。チームは10勝6敗でNFC西地区優勝を果たした。ディビジョナルプレーオフでデトロイト・ライオンズをフレディ・ソロモンへの逆転TDパスで24-23と破り、NFCチャンピオンシップゲームではワシントン・レッドスキンズと対戦した。0-21と相手にリードされたが7分半の間に、モンタナの3本のTDパスで一時同点とした、しかし最後は相手キッカー、マーク・モーズリーの25ヤードのFGで21-24と敗れた。この試合でモンタナはパス48回中27回成功、347ヤード、3TDをあげた。

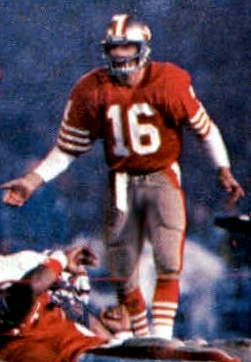
第19回スーパーボウルでのモンタナ

1984年には2年連続でプロボウルに選ばれる活躍を見せて、NFLが1978年レギュラーシーズン16週となってから初の15勝1敗にチームを導いた。プレーオフではニューヨーク・ジャイアンツ、シカゴ・ベアーズを2試合合計44-10と圧勝、レギュラーシーズンで48TDパスのNFL記録を作ったダン・マリーノのマイアミ・ドルフィンズと対戦した。この試合はドルフィンズ有利と見られていたが、モンタナはパス35回中24回成功、3TD、スーパーボウル記録となる331ヤード、ランでもQB記録となる59ヤードを走り、38-16で勝利、2度目の優勝及び自身2度目のMVPに選ばれた。
1985年、第6週のシカゴ・ベアーズ戦ではキャリア最多の7サックを浴びた。この年、3,653ヤード、27TDをあげてプロボウルに選ばれる活躍を見せた。チームは10勝6敗でプレーオフに出場したがワイルドカードでニューヨーク・ジャイアンツに3-17で敗れた。
1986年、シーズン開幕まもなく、脊髄に狭い空洞ができていた彼は背中の手術を受けた。医師はモンタナは2度とプレーできなくなるかもしれないと語ったが、彼は手術を決断、9月下旬に退院した。彼が退院したとき医師は復帰には2,3ヶ月かかるだろうと話したが、8試合の欠場で55日後に彼は復帰した。9月15日に故障者リスト入りした彼は11月6日に復帰（当時は故障者リスト入りしてもシーズン中に復帰することができた。）、復帰初戦のセントルイス・カージナルス戦では270ヤードを投げて3TDパス、43-17と勝利した。11月17日のワシントン・レッドスキンズとのマンデーナイトフットボールでは自己ベストの441ヤードを投げたが、TDパスなし、3インターセプトで、6-14で敗れた。この年彼は8試合に出場、キャリアを通じて唯一タッチダウンよりインターセプトが多かった。ミネソタ・バイキングスのQB、トミー・クレイマーと共にカムバック賞に選ばれている。チームは10勝5敗1分でシーズンを終えプレーオフに出場したが、ニューヨーク・ジャイアンツ戦で彼は相手ノーズガードのジム・バートにヒットされた際、あごにヘルメットが当たり負傷退場、チームは3-49で敗れた。
1987年、4月にナイナーズはタンパベイ・バッカニアーズからドラフト2巡指名権とトレードでスティーブ・ヤングを獲得した。ストライキでNFL選手会に所属する大部分の選手がピケを張って欠場し、多くの代替選手が代わりに出場した際もチームメートのロジャー・クレイグ、ドワイト・クラークやローレンス・テイラー、マーク・ガスティノー、ランディ・ホワイト、トゥー・トール・ジョーンズ、スティーブ・ラージェント、リン・スワン、トニー・ドーセット、ハウィー・ロングなどとピケ破りを行い試合出場を続けた。彼はこの年、自己最高の31TDパスを13試合の出場であげ、22本連続パス成功のNFL記録も作り、3,054ヤード、NFLトップのQBレイティング102,1の成績をあげた。チームは13勝2敗とNFLトップの成績をあげて、プレーオフ初戦で8勝7敗でシーズンを終えたミネソタ・バイキングスと対戦した。バイキングスのジェリー・バーンズヘッドコーチのゲームプランはモンタナを徹底的にマークし、ライスとのホットラインを絶つことにあった。この試合で彼は4サックされ、24-36と敗れシーズンを終えた。なおスティーブ・ヤングはこの年8試合に出場、QBレイティング120.8の成績をあげた。
1988年にはレギュラーシーズンで不調となり、一時スティーブ・ヤングにポジションを奪われた。ヤングは11試合に出場、モンタナをトレードに出すべきという声も聞かれた。ロサンゼルス・レイダースに敗れて6勝5敗、地区3位となり、プレーオフ出場も危ぶまれたところで先発QBに復帰、最終週のロサンゼルス・ラムズ戦では、ケビン・グリーンに4.5サックされて敗れたものの、最後の5試合を4勝1敗とし、10勝6敗で地区優勝を果たした。プレーオフでは1年前に敗れた相手、ミネソタ・バイキングスを相手に前半だけでライスへ3本のTDパスを通し、34-9と勝利、シカゴ・ベアーズを敵地ソルジャー・フィールドで気温氷点下1度、体感温度マイナス30度の寒さの中、28-3と破りスーパーボウル出場を決めた。第23回スーパーボウルではパス36回中23回成功、スーパーボウル記録となる357ヤード、2TDを決めて、シンシナティ・ベンガルズを20-16で破り3度目のスーパーボウル優勝を果たした。この試合では残り3分20秒で13-16とリードされ自陣8ヤードからの攻撃を残り34秒にジョン・テイラーへの10ヤードの逆転TDに結びつけた。この攻撃シリーズで彼はパス9回中8回成功、97ヤードを獲得した（反則による罰退があったため92ヤードより長い。）。
1989年、第4週のフィラデルフィア・イーグルス戦ではバディ・ライアンのブリッツディフェンスに8サックを浴びながら、第4Qに4本のTDパスを決めて逆転勝利にチームを導いた。ロサンゼルス・ラムズとのマンデーナイトフットボールではパス458ヤードを投げて17点差から逆転した。この年彼は3,521ヤード、26TDパス、8インターセプトで、QBレイティングのシーズン記録を更新（1994年、スティーブ・ヤングがこの記録を更新）、ランでも227ヤードを走り3TDをあげ、シーズンMVPに選ばれた。チームも14勝2敗、敗れた2試合の得失点差の合計はわずか5点であった。プレーオフでチームはミネソタ・バイキングスを41-13、ロサンゼルス・ラムズを30-3で破った。2試合合計で503ヤード、6TD、インターセプトなしの活躍を見せた。デンバー・ブロンコスとの第24回スーパーボウルではパス29回中22回成功、297ヤード、当時のスーパーボウル記録となる5TDパス（ライスへ3TD、ブレント・ジョーンズとジョン・テイラーにそれぞれ1TD）を決めて55-10と勝利、史上初の3回目のスーパーボウルMVPに選ばれた。この年のスーパーボウルは、史上最多得点差のついたゲームとなった。プレーオフ3試合で彼は800ヤードを投げて、11TDパス、インターセプト0であった。

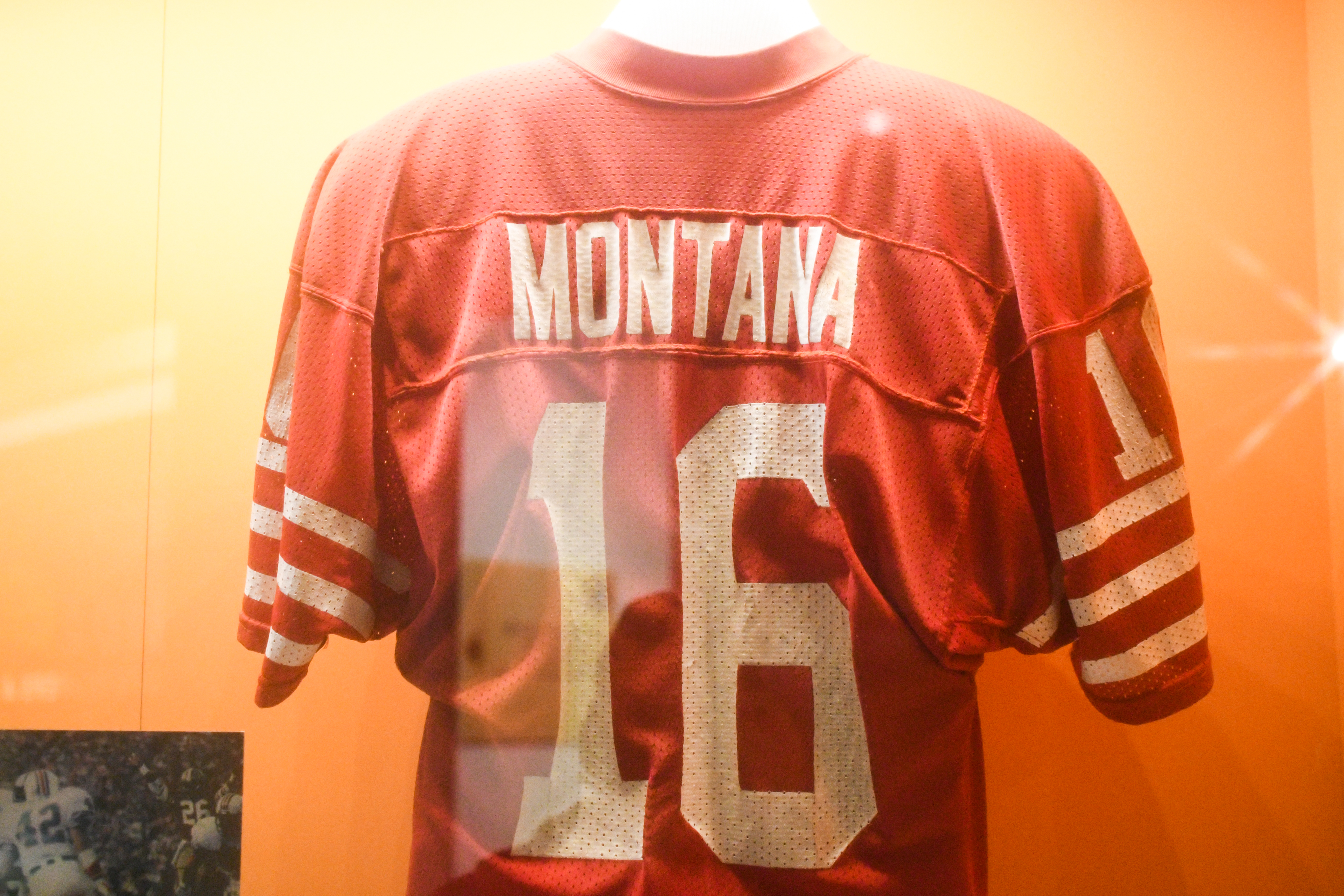
プロフットボール殿堂に展示されているモンタナのユニフォーム

1990年、ファルコンズ戦で自己ベストの476ヤード、ジェリー・ライスへの5本を含む6TDパスを記録した。このシーズン彼はチームをNFLトップの14勝2敗に導いた。この年彼は3,944ヤード、26TDを投げたが、一方でキャリアワーストの16インターセプトを記録した。スポーツ・イラストレイテッドより年間最優秀スポーツマンに選ばれている。史上初のスーパーボウル3連覇を目指したニューヨーク・ジャイアンツとのNFCチャンピオンシップゲームでは、第4Qにレナード・マーシャルにサックされた際に胸骨、右手の骨折及び脳震盪を起こし負傷退場、チームも13-15で敗れた。
1991年のプレシーズンゲームでひじを痛めてしまい、その年は全試合に欠場した。
1992年、開幕戦を前に早くても10月まで復帰できない故障者リスト入りした。最終週デトロイト・ライオンズ戦の後半から出場しパス21回中15回成功、126ヤード、2TDをあげてチームは24-6で勝利した。しかしこの時点でスティーブ・ヤングがモンタナから完全に先発QBの座を確保していた。

### カンザスシティ・チーフス
1993年4月、カンザスシティ・チーフスへドラフト1巡全体18位の指名権と引き替えにトレードされた。チーフスにはこのシーズン、ロサンゼルス・レイダースからフリーエージェントになったマーカス・アレンが加入しメディアの注目を集めた。
チーフスは彼に3つの背番号を提示した。ノートルダム大学時代の3番、リトルリーグや1979年のトレーニングキャンプで着けた19番、そしてプロフットボール殿堂入りしたQBレン・ドーソンが着けていたチームの永久欠番である16番である。ドーソンはモンタナに16番を着けてもらいたいと希望したが、彼はそれを断り、19番を着けることを決めて、3年間1,000万ドルでチーフスと契約を結んだ。1993年彼は負傷もあったが、プロボウルに選ばれる活躍を見せ、1970年以来となるプレーオフでの勝利をチームにもたらし、バッファロー・ビルズとのAFCチャンピオンシップゲームまでチームを導いた。
1994年、14試合に出場、第2週には古巣のサンフランシスコ・フォーティナイナーズを24-17で破った。デンバー・ブロンコスとのマンデーナイトフットボールではパス393ヤード、試合終了直前のTDパスを含む3TDを決めて31-28で勝利した。この年彼は史上5人目となるパス獲得通算40,000ヤードを達成し、チームをプレーオフに導いた。シーズン終了後、1995年4月18日、サンフランシスコで現役引退を発表した。この記者会見は地元テレビ局で報道されたが、ジョン・マッデン、エディ・デバートロ・ジュニアなどよりスピーチが寄せられた。ナイナーズの元チームメートたちも姿を見せ、ビル・ウォルシュがMCを務めた。
チーフスでの2年間で彼は先発して17勝8敗、パス成功率60%、29TD、13INTの成績を残した。チーフスでのモンタナの後継者はナイナーズでも控えQBだったスティーブ・ボノが務めることとなった。

### 引退後
ナイナーズ時代の背番号16は、1997年12月15日のデンバー・ブロンコス戦のハーフタイムに永久欠番とするイベントが行われた。
2000年、プロフットボール殿堂入りを果たした。
2016年、ナイナーズの新本拠地であるリーバイス・スタジアムで開催された第50回スーパーボウルにおいて、コイントスを務めた。

## ザ・ドライブ
第23回スーパーボウル残り時間3分20秒からの逆転勝利を指す。ただし、1986年のプレーオフでジョン・エルウェイが見せた自陣2ヤードからのドライブを指す場合と区別し、「ザ・モンタナ・ドライブ」と呼ばれることも多い。
1989年の第23回スーパーボウル対戦相手は、1982年第16回スーパーボウルでナイナーズに敗れたベンガルズだった。攻撃陣の獲得ヤードではナイナーズがリードしたものの、FG失敗、ファンブルでボールを失うなど、スーパーボウル史上初となる同点 (3-3) でハーフタイムを迎えた。
第3Q、お互いにFGを決めて6-6となった直後、ベンガルズの36番スタンフォード・ジェニングスが93ヤードのキックオフリターンタッチダウン（TD）を決めて13-6とリードしたが、第4Qに入りジェリー・ライスのタイトロープTDにより13-13と同点になった。残り時間3分20秒ベンガルズのキッカー、ジム・ブリーチが40ヤードのFGを決め16-13。そしてその直後の49ersの攻撃はキックオフの際にイリーガルブロックの反則でハーフディスタンスの罰退となり、自陣8ヤードからという厳しいフィールドポジションからの攻撃となった。
残り3分10秒を残してナイナーズに攻撃権が移ったことについて、ベンガルズのある選手は「モンタナに時間を残しすぎたのでは。」とサム・ワイチ（ベンガルズヘッドコーチ）にこの時話しかけている。勝利には92ヤードのドライブでTDが必要であったが、モンタナはチームメートのハリス・バートンに「（エンドゾーンの）向こうにジョン・キャンディ（コメディアン）がいるぞ。」と語るなど冷静であった。
残り時間の少ない中、ベンガルズのディフェンスはモンタナがサイドライン際にパスを投げて時計を止めようとするだろうと予想したが、モンタナはフィールド中央のクレイグ、TEジョン・フランクに連続してパスを通した。ライスへの7ヤードのパスが成功した後、クレイグの2回のランでナイナーズは自陣35ヤードまでボールを進めて最初のタイムアウトを取った。
その後ライスへの17ヤード、クレイグへの13ヤードのパスで敵陣35ヤードまで前進した。次のプレーでモンタナはこのドライブで初めてパスを失敗、しかもイリーガルマン・ダウンフィールドの反則で10ヤード罰退、残り1分15秒で第1ダウン残り20ヤードに追い込まれた。この困難な状況でモンタナは敵陣33ヤード地点で3人のディフェンスに囲まれたライスへのパスを成功させ、ライスはランアフターキャッチで15ヤードを稼ぎ、このプレーは27ヤードのパスとなり、レイ・ホートンがライスを止めなければタッチダウンとなっていたところであった。クレイグへの8ヤードのパスで残り39秒で敵陣10ヤードまで前進、最後はジョン・テイラーへの10ヤードのTDパスが決まり20-16となり、モンタナは11回92ヤードのTDドライブを成功させた。
残り時間わずかでのベンガルズの攻撃もブーマー・アサイアソンからクリス・コリンズワースへのパスが失敗し試合終了、ナイナーズが4年ぶり3回目の優勝を果たした。1978年にレギュラーシーズンが16試合制になってから、10勝6敗のチームがスーパーボウルで優勝するのは初めてのことであった。なおモンタナは最後のドライブで過呼吸症候群にかかっていた。この92ヤードのドライブでモンタナはパスを9回中8本通して87ヤード前進させた。

## 記録
現役時代に39試合で300ヤード以上、7試合で400ヤード以上を投げた。現役引退時のQBレイティングはスティーブ・ヤングの96.8に次いでNFL歴代2位の92.3であった。また先発した試合で100勝を最速であげたQBであった（この記録は2008年にトム・ブレイディに更新された）。また先発した試合で117勝47敗、勝率71.3%の数字を残し、第4Qに31回のカムバックを演じている。1989年のラムズ戦であげた458ヤードは、マンデーナイトフットボール記録であったが、2011年にトム・ブレイディに更新された。彼はNFL史上唯一、95ヤード以上のTDパスを2回成功させている。

## 詳細情報

### 年度別成績

#### レギュラーシーズン
| 年度      | チーム    | 背 番 号  | 試合 | 試合 | パス                 | パス                 | パス                 | パス                 | パス                 | パス                 | パス                 | パス                 |
| 年度      | チーム    | 背 番 号  | 出場 | 先発 | 試投 回数            | 成功 回数            | 成功 確率            | 獲得 ヤード          | TD                   | INT                  | Lng                  | レイテ ィング        |
| --------- | --------- | --------- | ---- | ---- | -------------------- | -------------------- | -------------------- | -------------------- | -------------------- | -------------------- | -------------------- | -------------------- |
| 1979      | SF        | 16        | 16   | 1    | 23                   | 13                   | 56.5                 | 96                   | 1                    | 0                    | 18                   | 81.1                 |
| 1980      | SF        | 16        | 15   | 7    | 273                  | 176                  | 64.5                 | 1,795                | 15                   | 9                    | 71T                  | 87.8                 |
| 1981      | SF        | 16        | 16   | 16   | 488                  | 311                  | 63.7                 | 3,565                | 19                   | 12                   | 78T                  | 88.4                 |
| 1982      | SF        | 16        | 9    | 9    | 346                  | 213                  | 61.6                 | 2,613                | 17                   | 11                   | 55                   | 88.0                 |
| 1983      | SF        | 16        | 16   | 16   | 515                  | 332                  | 64.5                 | 3,910                | 26                   | 12                   | 77T                  | 94.6                 |
| 1984      | SF        | 16        | 16   | 15   | 432                  | 279                  | 64.6                 | 3,630                | 28                   | 10                   | 80T                  | 102.9                |
| 1985      | SF        | 16        | 15   | 15   | 494                  | 303                  | 61.3                 | 3,653                | 27                   | 13                   | 73                   | 91.3                 |
| 1986      | SF        | 16        | 8    | 8    | 307                  | 191                  | 62.2                 | 2,236                | 8                    | 9                    | 48                   | 80.7                 |
| 1987      | SF        | 16        | 13   | 11   | 398                  | 266                  | 66.8                 | 3,054                | 31                   | 13                   | 57T                  | 102.1                |
| 1988      | SF        | 16        | 14   | 13   | 397                  | 238                  | 59.9                 | 2,981                | 18                   | 10                   | 96T                  | 87.9                 |
| 1989      | SF        | 16        | 13   | 13   | 386                  | 271                  | 70.2                 | 3,521                | 26                   | 8                    | 95T                  | 112.4                |
| 1990      | SF        | 16        | 15   | 15   | 520                  | 321                  | 61.7                 | 3,944                | 26                   | 16                   | 78T                  | 89.0                 |
| 1991      | SF        | 16        | 0    | 0    | ケガのためプレーせず | ケガのためプレーせず | ケガのためプレーせず | ケガのためプレーせず | ケガのためプレーせず | ケガのためプレーせず | ケガのためプレーせず | ケガのためプレーせず |
| 1992      | SF        | 16        | 1    | 0    | 21                   | 15                   | 71.4                 | 126                  | 2                    | 0                    | 17                   | 118.4                |
| 1993      | KC        | 19        | 11   | 11   | 298                  | 181                  | 60.7                 | 2,144                | 13                   | 7                    | 50T                  | 87.4                 |
| 1994      | KC        | 19        | 14   | 14   | 493                  | 299                  | 60.6                 | 3,283                | 16                   | 9                    | 57T                  | 83.6                 |
| NFL：16年 | NFL：16年 | NFL：16年 | 192  | 164  | 5,391                | 3,409                | 63.2                 | 40,551               | 273                  | 139                  | 96T                  | 92.3                 |

- 1994年度シーズン終了時
- 太字は自身最高記録
- ■はシーズンMVP受賞年
- ■はリーグ最高記録

#### ポストシーズン
| 年度 | チーム | 試合 | 試合 | パス      | パス      | パス      | パス        | パス | パス | パス | パス          |
| 年度 | チーム | 出場 | 先発 | 試投 回数 | 成功 回数 | 成功 確率 | 獲得 ヤード | TD   | INT  | Lng  | レイテ ィング |
| ---- | ------ | ---- | ---- | --------- | --------- | --------- | ----------- | ---- | ---- | ---- | ------------- |
| 1981 | SF     | 3    | 3    | 88        | 56        | 63.6      | 747         | 6    | 4    | 58   | 94.3          |
| 1983 | SF     | 2    | 2    | 79        | 45        | 57.0      | 548         | 4    | 2    | 76   | 84.8          |
| 1984 | SF     | 3    | 3    | 108       | 67        | 62.0      | 873         | 7    | 5    | 40   | 89.8          |
| 1985 | SF     | 1    | 1    | 47        | 26        | 55.3      | 296         | 0    | 1    | 36   | 65.6          |
| 1986 | SF     | 1    | 1    | 15        | 8         | 53.3      | 98          | 0    | 2    | 24   | 34.2          |
| 1987 | SF     | 1    | 1    | 26        | 12        | 46.2      | 109         | 0    | 1    | 33   | 42.0          |
| 1988 | SF     | 3    | 3    | 90        | 56        | 62.2      | 823         | 8    | 1    | 61   | 117.0         |
| 1989 | SF     | 3    | 3    | 83        | 65        | 78.3      | 800         | 11   | 0    | 72   | 146.4         |
| 1990 | SF     | 2    | 2    | 57        | 40        | 70.2      | 464         | 3    | 1    | 61   | 104.7         |
| 1993 | KC     | 3    | 3    | 104       | 59        | 56.7      | 700         | 4    | 3    | 41   | 78.2          |
| 1994 | KC     | 1    | 1    | 37        | 26        | 70.3      | 314         | 2    | 1    | 57   | 102.8         |
| 計   | 計     | 23   | 23   | 734       | 460       | 62.7      | 5772        | 45   | 21   | 76   | 95.6          |

- 1994年度シーズン終了時
- 太字はスーパーボウル出場
- ■はスーパーボウル制覇
- ■はNFL記録

#### スーパーボウル
| 年度 | 試合   | チーム | パス      | パス      | パス      | パス        | パス | パス | パス          | 結果     |
| 年度 | 試合   | チーム | 成功 回数 | 試投 回数 | 成功 確率 | 獲得 ヤード | TD   | Int  | レイテ ィング | 結果     |
| ---- | ------ | ------ | --------- | --------- | --------- | ----------- | ---- | ---- | ------------- | -------- |
| 1981 | 第16回 | SF     | 14        | 22        | 63.6      | 157         | 1    | 0    | 100.0         | 勝 26–21 |
| 1984 | 第19回 | SF     | 24        | 35        | 68.6      | 331         | 3    | 0    | 127.2         | 勝 38–16 |
| 1988 | 第23回 | SF     | 23        | 36        | 63.9      | 357         | 2    | 0    | 115.2         | 勝 20–16 |
| 1989 | 第24回 | SF     | 22        | 29        | 75.9      | 297         | 5    | 0    | 147.6         | 勝 55–10 |
| 通算 | 通算   | 通算   | 83        | 122       | 68.0      | 1,142       | 11   | 0    | 127.8         | 4勝0敗   |

- 1994年度シーズン終了時
- ■はNFL記録

### 通算成績
- パス試投：5,391
- パス成功：3,409
- パス獲得ヤード：40,551ヤード
- タッチダウンパス：273
- インターセプト：139
- 1インターセプトあたりのパス試投：38.7

### プレーオフ及びスーパーボウルでの成績
- 16勝7敗
- パス試投：732
- パス成功：463
- パス獲得ヤード：5,772（歴代2位）
- 300ヤード以上投げた試合：6（カート・ワーナーとタイ記録）
- タッチダウン：45（NFL記録）[2]
- 2TDパス以上投げた連続試合数：7（テリー・ブラッドショーとタイ記録）
- インターセプト：21
- 1インターセプトあたりのパス試投：34.8
- プロボウル出場：8回
- スーパーボウルMVP：3回
- スーパーボウル優勝：4回
- スーパーボウルでのインターセプト：0[2]
- スーパーボウルでのパス成功：83回[7]（スーパーボウル記録）
- スーパーボウルでのパス試投：122回[2][7]（スーパーボウル記録）
- スーパーボウルでのQBレイティング：127.8（スーパーボウル記録）[2]

## 人物
3回結婚している。ノートルダム大学時代の1974年に地元出身の恋人キム・モーゼスと最初の結婚をしたが、3年経たずに離婚した。1981年に再婚したが1984年に離婚した。そしてシックのコマーシャルで共演した女優、モデルのジェニファー・ウォレスと1985年に結婚した。彼女との間には4人の子どもがおり、長男のネイト・モンタナは父親と同じノートルダム大学、ウェスト・バージニア大学など4大学に在籍し、2012年はNCAA2部校のウェスト・バージニア・ウェズリアン・カレッジでプレー、2013年のNFLスーパー・リージョナル・コンバインに参加している。
2008年、モンタナはかつての妻であるモーゼスが、ノートルダム大学時代に彼女に送ったラブレターや記念品をオークションにかけたことから彼女とオークションサイトに対して訴えを起こした。
2006年2月の第40回スーパーボウルに過去のMVP受賞者として、ゲストとして招かれてコイントスも務める計画があったが、「息子のバスケットボールの試合の方が大事だから」と出演を断っている（10万ドルの出演料を断られたからという報道もあったがそれは事実ではなく、引退選手を杜撰に扱うリーグに対する抗議の意味もあった、と後に語っている）。テリー・ブラッドショーも招待されていたがモンタナと同様に出演を断っている。
1991年に公開された映画『ハートブルー』でキアヌ・リーブスが演じたキャラクター、ジョニー・ユタの名は、彼の名前にインスパイアされたものである。
モンタナ州の街イズメイは、1993年にカンザスシティのラジオ局の呼びかけに応じて「ジョー（Joe, Montana）」に改名した。。町はジョー・モンタナ・コミュニティセンターの建設資金を集めるためにTシャツや記念品を販売した。カンザスシティ・チーフスは町民を試合に招待し、ジョーとの対面も果たした。モンタナが最後のシーズンのプレーオフでマイアミ・ドルフィンズに敗れた後、町は名前をイズメイに戻した。

### 評価
2000年にプロフットボール殿堂入りした際、ジョン・マッデンは史上最高のQBと彼のことを評した。ナイナーズ時代のチームメート、ランディ・クロスは「モンタナより強肩であったり、走力があったり、身体能力の優れたQBは多くいるが、試合に勝つこと、タッチダウンをあげること、チャンピオンになることで、モンタナ以上のQBはいなかった。」と語った。
大舞台でも冷静にプレー出来る精神力、フィールド全体を見渡す視野の広さ、パスコントロール、さらに、スクランブルやパスのスローアウェイに切り替える判断の早さは、NFLの中でも突出していた。

## 獲得タイトル
- スーパーボウル・MVP : 3回 - 1982年、1985年、1990年
- リーグ・MVP : 2回 - 1989年、1990年
- 最優秀攻撃選手賞 : 1989年
- カムバック賞 : 1986年
- プロボウル選出 : 8回 - 1981年、1983年、1984年、1985年、1987年、1989年、1990年、1993年

## 引退時の言葉
「夢から醒める時が来た」

## 日本での知名度
- ノートルダム大学在学中の1979年1月、第4回ジャパンボウルのために初来日した。
- 1989年から1992年にかけて、三菱電機のカラーテレビ「ミラクルフェイス」、S-VHS-Cムービーカメラ「ミラクルショット」などAV機器のTVコマーシャルに出演し、「どんなモンタナ」「ジョー況判断」と言うセリフでインパクトを残した。
- 1991年、セガ・エンタープライゼスのメガドライブ用ゲームソフト「ジョー・モンタナ フットボール」「ジョー・モンタナII スポーツトークフットボール」が発売された。続編の「ジョー・モンタナIII」発売予定もあったが、最終的にローカライズ中止となった。メガCD版の「ジョー・モンタナ フットボール」もローカライズ中止となっている。モンタナのゲーム化作品日本版移植は3作品で実現し、5作品で頓挫している[53]。
- ノートルダム・ジャパン・ボウル2009では特別親善大使となったが、2009年6月26日、マイク・ゴーリックとともに、家族の都合を理由に来日を中止した[54][55][56]。